# 波多野一郎
波多野 一郎（はたの いちろう、1922年7月28日 - 1969年）は、日本の哲学者、思想家。祖父はグンゼ創業者の波多野鶴吉。
京都府綾部市出身。1942年、早稲田大学商学部に入学。1944年陸軍入隊、航空隊に配属される。1945年7月1日、南満州の基地にて、神風特攻隊として特別攻撃命令が下る。がソ連軍侵攻のため出撃できず。同年8月敗戦となりシベリア抑留、4年間の強制労働に服す。
1949年シベリアから帰還、プラグマティズム哲学の研究のため、1951年スタンフォード大学大学院哲学科に留学。1954年、スタンフォード大学大学院哲学科修士課程終了、帰国。1965年、特攻隊、終戦、抑留、そしてアメリカでの体験をもとに、独自の平和哲学を展開した著書、『烏賊の哲学』日本語版、英語版を2冊セットで刊行。1969年没。

## 著書
- 『烏賊の哲学』(1965年)
- 『イカの哲学』（2008年 中沢新一との共著として集英社新書にて再刊行）